# Maillot de bain une pièce

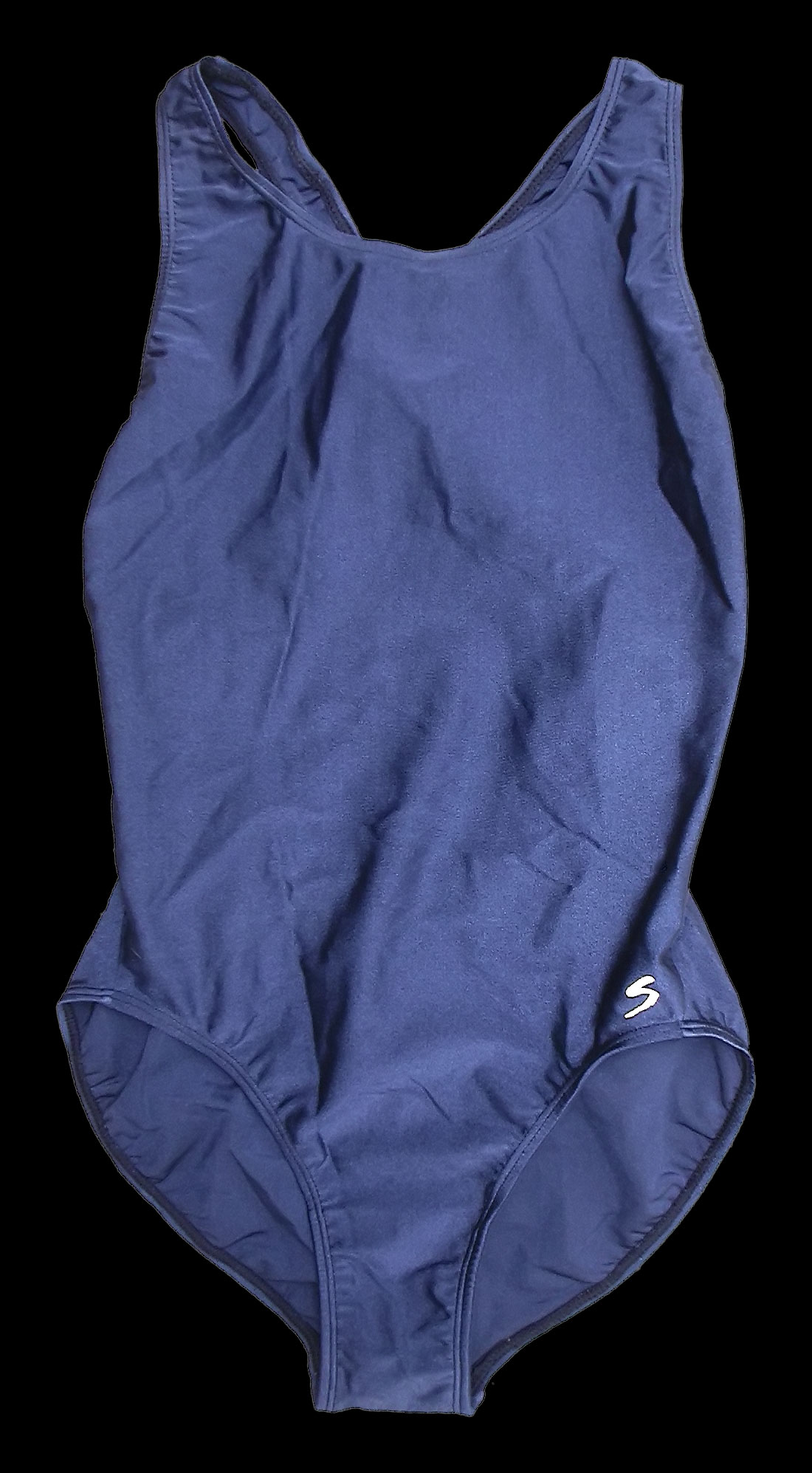
Un maillot une pièce.

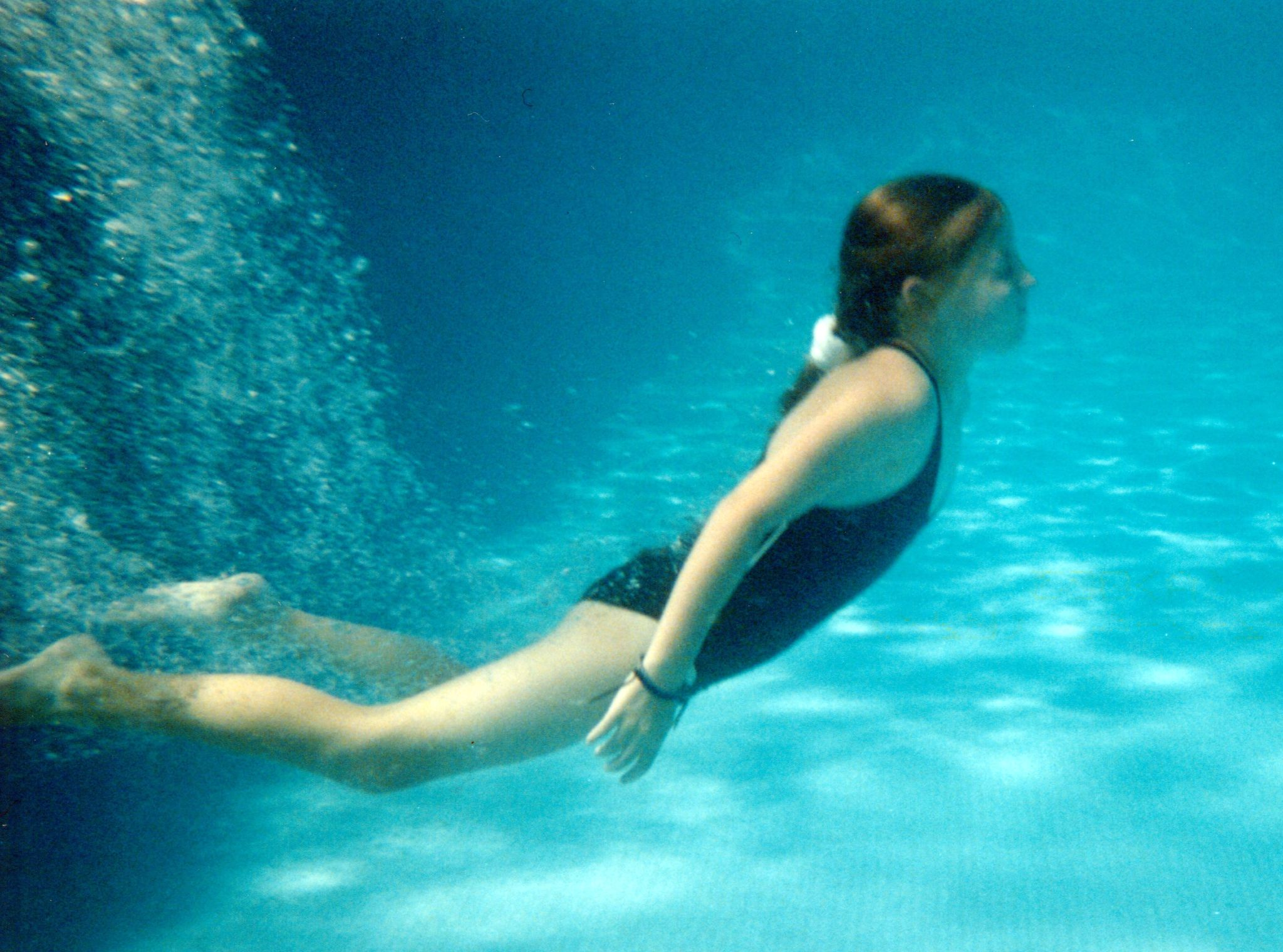
Vue subaquatique d'une jeune fille portant un maillot de bain une pièce.

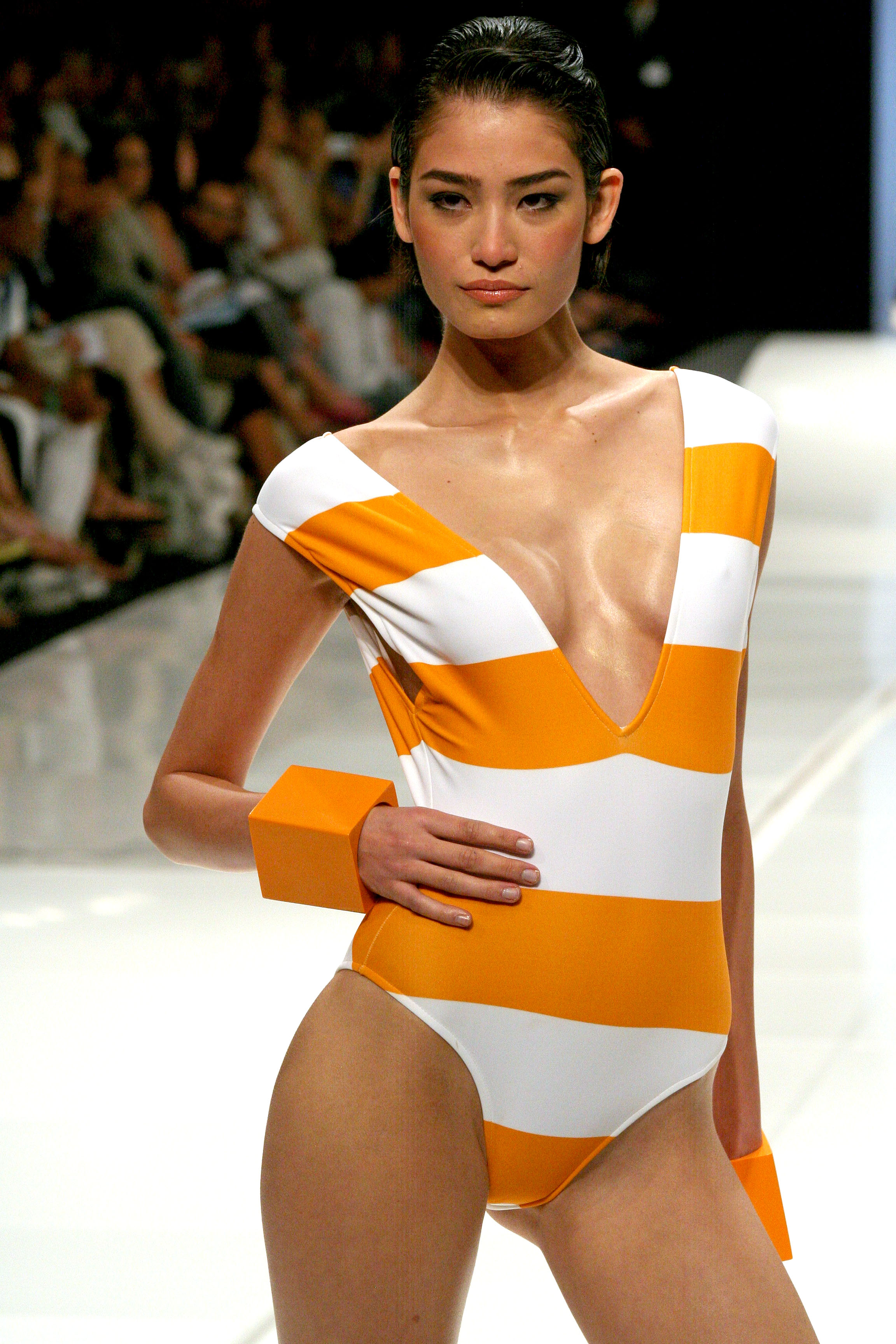
Un maillot de bain une pièce porté par un mannequin dans un défilé de mode.

Le maillot de bain une pièce est un type de maillot de bain qui couvre le corps du bassin jusqu'aux épaules, à la manière d'un body. Il en existe différents modèles plus ou moins échancrés et plus ou moins couvrants (y compris les bodystrings qui ne recouvrent pas les fesses) mais la plupart des maillots une pièce sont plus destinés à la pratique sportive qu'au bronzage.
Ce sont des produits de haute technicité conçus pour un apporter un confort maximum lors de longues séances d'entraînement et pour permettre une bonne pénétration dans l'eau tout en évitant la formation de « poches d'eau » qui constituent une gêne pour la nageuse. Dans la même optique, la taille du maillot au niveau des jambes, des épaules et du dos est optimisée pour permettre la meilleure liberté de mouvement possible.
Pour la compétition, de plus en plus de nageuses et même de nageurs utilisent des combinaisons couvrant le corps de la tête aux pieds. Mais de tels maillots ne conviennent pas aux entraînements prolongés.

## Évolution du maillot une pièce
Jusqu’au milieu des années 1970, les maillots de bain utilisés par les femmes pour l’entraînement et la compétition n’étaient pas très pratiques. Si cela ne posait pas de problème sur le plan de l’équité (toutes les nageuses étant logées à la même enseigne), l’écart de performance entre hommes et femmes était plus important qu’aujourd'hui.
Un premier progrès intervient avec l'invention du Lycra par Dupont de Nemours : désormais, les maillots collent à la peau.
À partir de 1978, la firme Arena, alors filiale d'Adidas, décide d'innover au niveau de la coupe des maillots. Apparaîtront successivement :
- le freeback qui dégage les épaules en adoptant les bretelles.
- le flyback qui perfectionne le principe en adoptant le concept d'ouverture dans le dos et l'échancrure haute au niveau des cuisses.
- le super flyback apparaît aux JO de Moscou en 1980. Il améliore sensiblement le flyback en supprimant la couture latérale et en créant un dos d'un seul tenant. Commercialisé en 1981, il est rapidement adopté par la plupart des nageuses et apparaît même sur les plages.
- le super freeback (qui reprend le dos fermé) fera une courte apparition en 1983 mais n'aura pas le succès du super flyback.
- le super proback, en 1985, perfectionne le super flyback en renforçant les bretelles et en dénudant le milieu du dos. Ce type de maillot, le plus performant à l'époque, est ensuite imité par d'autres fabricants comme Speedo, Tribord, Tyr, Dolfin ou encore Adidas après la séparation des deux marques.

Arena commercialisera également des maillots masculins reprenant la sérigraphie et la coupe des maillots féminins. Ainsi, le « cut », « supercut » et « hypercut » correspondent respectivement au flyback, super flyback et super proback.
Il faudra attendre la fin des années 1990 pour qu'apparaissent de nouvelles matières hydrophobes et les combinaisons de compétition.

maillot de bain une pièce qui recouvre les seins mais pas entièrement les fesses porté par MengYang